# Olpidium endogenum
Olpidium endogenum är en svampart som först beskrevs av Alexander Karl Heinrich Braun, och fick sitt nu gällande namn av Joseph Schröter 1886. Olpidium endogenum ingår i släktet Olpidium och familjen Olpidiaceae.   Inga underarter finns listade i Catalogue of Life.